# Grillezés

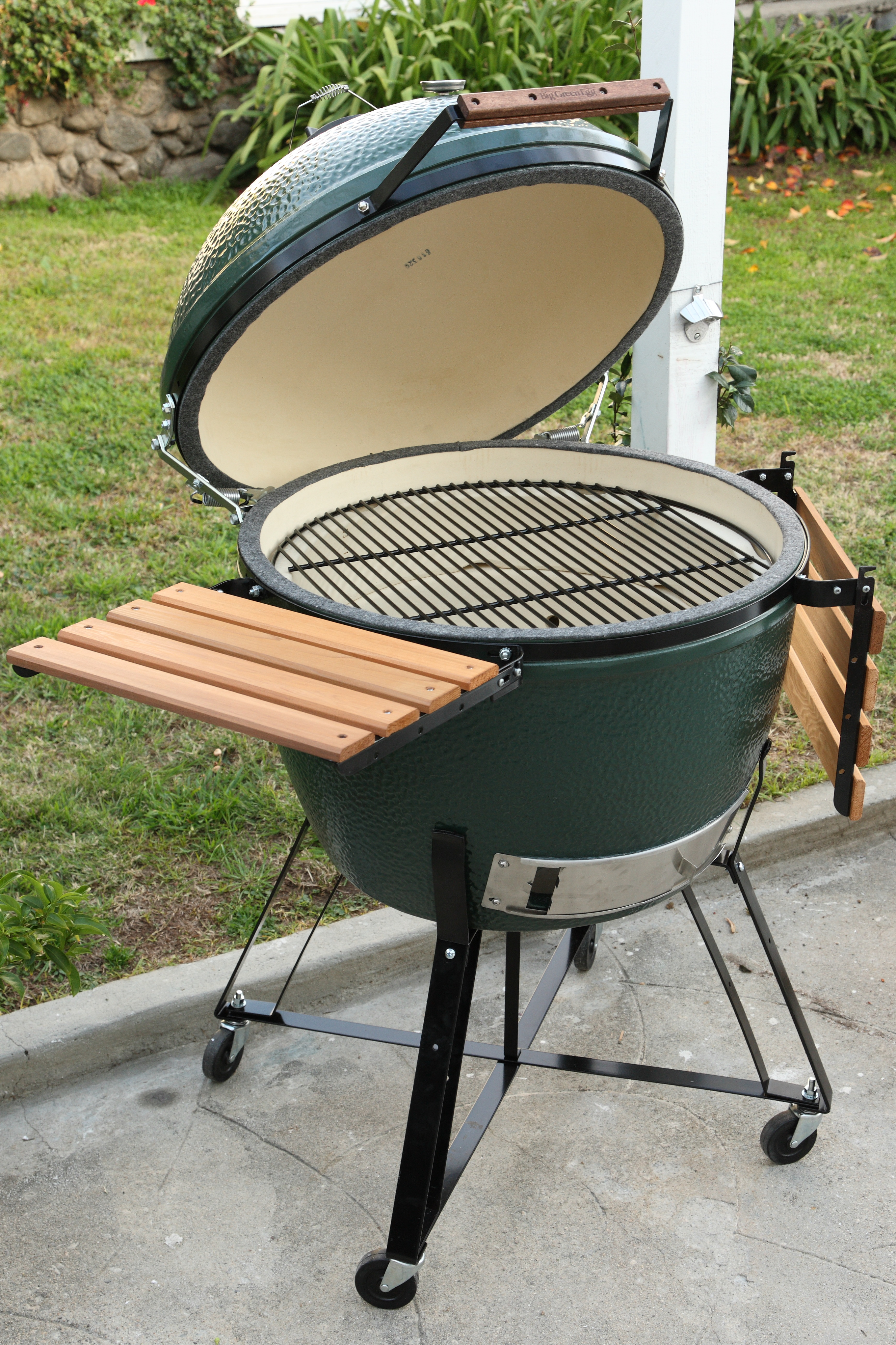
Kerámia bevonatú Big Green Egg. Egy korszerű gömbgrill (kettle grill), amely az egyik legmegfelelőbb eszköz a "low and slow", azaz a hosszú ideig és alacsony hőmérsékleten történő barbecue sütéshez illetve füstöléshez. A zárt fedél alatt az oxigénszegény környezetben a húsról lecsöpögő zsiradék nem tud begyulladni

A grillezés, grillsütés (tájnyelven mangálozás) az étel nyílt lángon történő elkészítése, világszerte elterjedt konyhatechnikai eljárás, az ételkészítés legősibb módja.

## Története
Az étel nyílt lángon sütése a grillezés ősibb, mint maga az emberiség. A Homo erectus azzal vált ki az állatok sorából, hogy képes volt tüzet gyújtani és azt ellenőrzött módon használni. Ezzel egyúttal lerakta a modern gasztronómia alapjait is. A grillezés, a nyílt tűzön sütés, a világon mindenhol ismert és elterjedt konyhai technológia.
Nagyjából 30 000 évvel ezelőtt fedezte fel az emberiség a faszénkészítés módját és ez teremtette meg a grillezésnek a modern konyhatechnikában, a mai napig lényegi változtatás nélkül használt módját. Napjainkban a grillezésnek 3 technológiailag meghatározott módja van: a hagyományos grillezés, a broiling, és a roasting.

## Grillezés (rostélyon sütés)

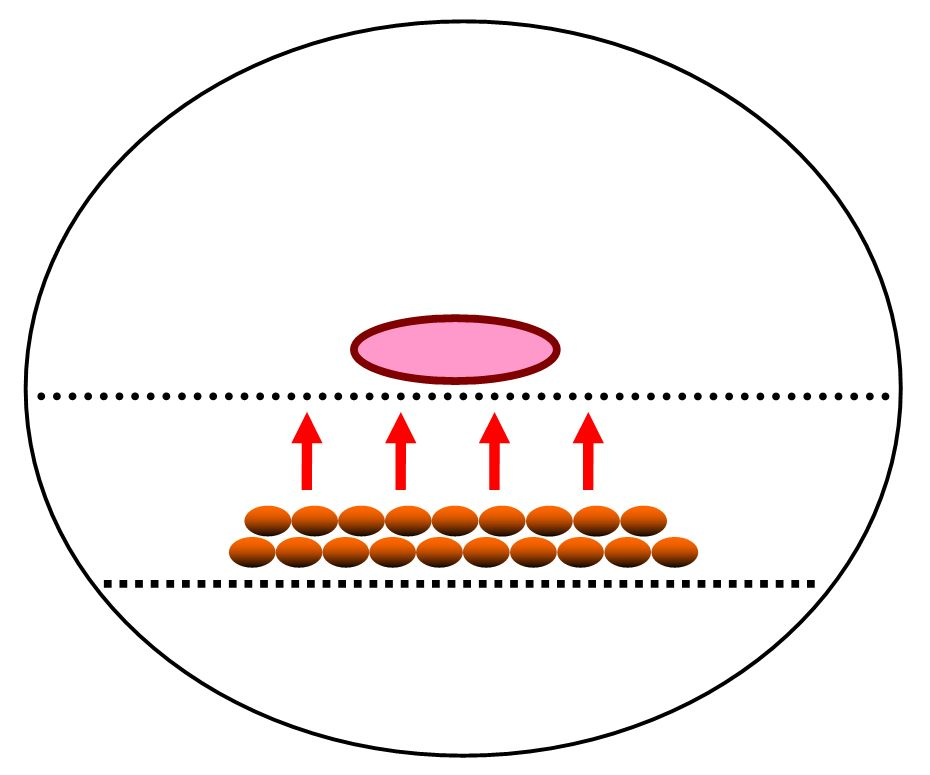
A rostélyon sütés fizikája

A hagyományos – Magyarországon is elterjedt – grillezéskor a hőforrás (faszén, gáz stb.) az étel alatt helyezkedik el és a felszálló forró levegőt használjuk sütésre. Az magyar nép ősi eszköze a vasból készült rostély, mely lábakon álló négyszögletes vasrács, és az alá kapart parázs süti meg a húst.
A faszén a szakács számára lényegesen jobban kezelhető és szabályozható eszköz, mint a nyílt láng. A faszenes grillezés fizikájának megértéséhez ismerni kell a kéményhatás mechanizmusát: a láng és a forró szén felmelegíti a környezete levegőjét, a forró levegő felfelé igyekszik, ha felszítjuk a tüzet, a forró levegő áramlása is felgyorsul, ha lefojtjuk lassul – ezt az áramlást nevezik huzatnak, aminek erőssége egyenesen arányos a felszabadított hő intenzitásával.
A grillezés eszközei között a hagyományos faszenes grillek mellett megjelentek a gáz- és az elektromos grillek is. A kereskedelemben a különböző eszközök hatásfokának összehasonlítására gyakran használják a hőfluxust, ami leegyszerűsítve a grill teljesítménye (W) és a hasznos felszín (cm²) hányadosa.  
A sütéshez szükséges hőmennyiség – a hő kéményhatásnak megfelelően – elsuhan a hús mellett és a nagyobb része egyáltalán nem lép kölcsönhatásba vele. Lényegesen fontosabb a sugárzási hő, ami gyorsan barnítja a húst. Azaz minél magasabb a hőmérséklet, annál gyorsabb a kémiai reakció. A faszén 1100 °C-on ég, míg a propán gáz égési hőmérséklete 1900 °C fok körül van. Így a faszenes grillek és a gázgrillek által létrehozott vegyi folyamatok gyökeresen eltérőek: a faszén égésekor alacsonyabb a hőmérséklet és kisebb a kéményhatás. A felszálló gázrészecskéknek több idejük van a hőátadásra ellentétben a magasabb hőfokon égő gázokkal. Ezért a gázgrillek, és természetesen az elektromos grillek esetén is, a sugárzó hőmennyiség növelésére lávakövet, vagy kerámialapokat alkalmaznak.
- Halsütés faszenes grillen
- Alkalmi grill Norvégiában
- Kürtőskalács sütése fadorongon
- Hordós grill hővisszaverő fóliával
- A világhírű türingiai kolbász (Rostbratwurst) a grillrácson,
- Tradicionális amerikai stílusú Barbecue Smoker Grill mozdony
- Malacsütés

## Broiling
A broiling, felülről lefelé irányuló grillezés, leginkább Észak-Amerikában elterjedt konyhatechnológiai eljárás. Ehhez speciális broilerre van szükség. Ezek meglehetősen komplex eszközök, de a boiler vagy salamander eredetileg egy üres diszkosz-szerű vaskorong volt hosszú nyéllel, amit szét lehetett nyitni és beletéve a sütnivalót parázsban hevíteni. Ez az eszköz a tok (tokban sütés) néven hazánkban sem ismeretlen
A broiler, akárcsak a hagyományos grill, sugárzó hővel süti meg az ennivalót. De a broiler esetén a hőforrás az élelmiszer felett található. A broilerben egyszerűbb a hús felszínének a barnítása. Erre általában a broilerekben speciális eszközök állnak rendelkezésre. A zsír váratlan belobbanása is ritkábban fordul elő, mint pl. a hagyományos faszenes grillekben. Viszont annak ízhatását lehetetlen egy broilerben elérni. A broiller láthatatlan (infravörös) hővel működik, ezért nagyobb tapasztalatot igényel a helyes használata.
Léteznek gáz- és elektromos broilerek. Majd minden gáz broiler az eredeti salamanderekkel azonos módon működik. A hőt egy diffúz lap, leggyakrabban fémlap felett osztja el. Ez meglehetősen alacsony hatásfokot biztosít. A hatásfok növelésére gyakran alkalmaznak katalizátorokat, de ezek ritkák és meglehetősen drágák. A legelterjedtebbek és a legjobb hatásfokkal működő eszközök az elektromos broilerok.

## Roasting (nyárson sütés)

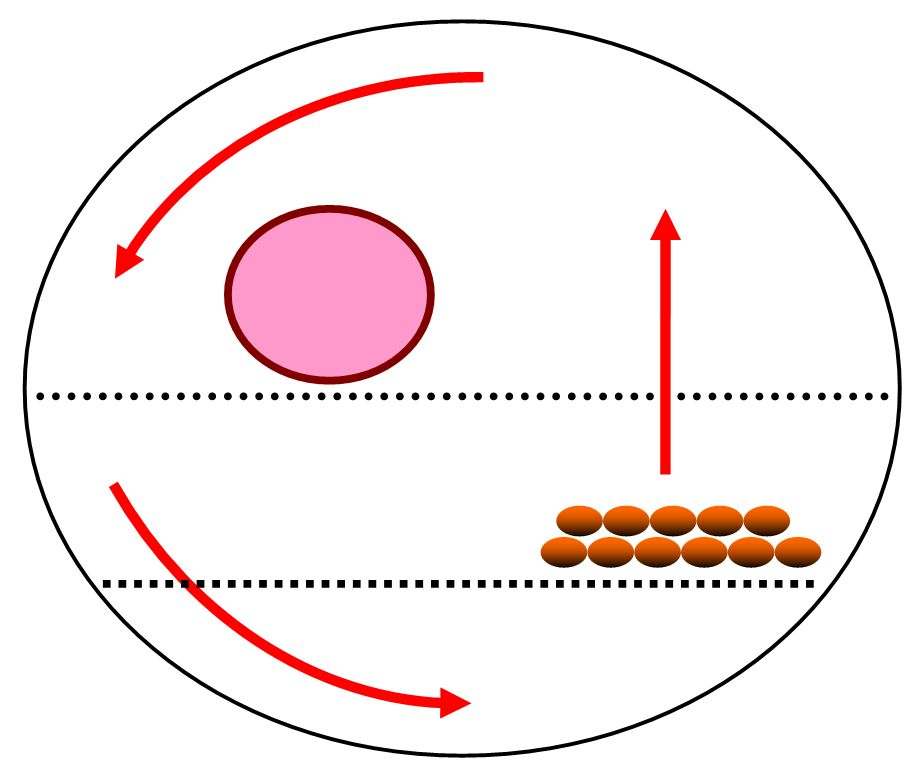
A nyársalás fizikája

A nyílt lángon sütés legősibb változata a nyárson sütés. A nyársalás szintén sugárzási hővel süti meg az ételt, de a grillhez, vagy broilerhez képest lényegesen lassabban. A tűztől való nagyobb távolság arányában csökken a sugárzó hő intenzitása. A nagyobb távolság viszont a nagyobb darab húsok, egész madarak, vagy állatok sütésének dilemmáját is megoldja. Általában az ételt folyamatosan és lassan forgatják a nyárson, így a hőhatás is folyamatosan változik, ellentétben más grillezési eljárásokkal. A forgási sebesség segít, hogy a hő az étel belsejében akkumulálódjon, miközben az étel felszíne nem ég meg. Minél közelebb tartjuk a nyársat a tűzhöz és minél lassabban forgatjuk a húst, annál gyorsabban sül meg annak a felszíne.
A nyárson sütés eredményességét rengeteg paraméter határozza meg. Maga a tűz, annak sugárzását befolyásoló tényezők, az elkészítendő étel alakja, mennyisége, tűztől való távolsága, a nyárs forgási sebessége stb. Bár általános a nyárs forgatása, vannak kivételes esetek is. Az autentikus pekingi kacsa sütésekor például azt nem forgatják, hanem egy horogra függesztik fel speciálisan kialakított kemencében, amelynek különlegesen kialakított falai 450 °C-on úgy verik vissza a hőt, hogy az biztosítja az egyenletes sütéshez szükséges hőhatást és a különlegesre sült bőrt!
- Malacsütés nyárson (Budapest)
- Birkasütés Horvátországban
- Dörner kebap (Törökország)
- Örmény saslik
- Arrosticini, nyársonsült apró kockákra vágott borjúhús vagy ürühús, Olaszország
- Bárány saslik kenyérlángoson

## Művészetekben
„Az ökör belsejébe tizenkét kismalacot dugtak, hogy benne süljenek, s az ökröt ízesebbé tegyék.”

– Miguel de Cervantes: Don Quijote de la Mancha

„A konyha udvarán egy nagy hizott ökör forgott a nyárson, s jóizü illattal árasztotta el az udvart.”

– Gárdonyi, Géza. 3. rész IV., Egri csillagok, 13. (elektromos változat), Budapest: Dante. ISBN 978 615 5292 3 61 (2013)